# Verona (provincie)
De provincie Verona is gelegen in de Noord-Italiaanse regio Veneto. In het noorden grenst ze aan de provincie Trente, in het oosten aan de provincies Vicenza en Padua, in het zuiden aan de provincie Rovigo en in het westen aan de Lombardische provincies Mantua en Brescia.

## Territorium
Het territorium van de provincie is in drie verschillende landschappen op te delen; het Gardameer in het westen, het pre-alpine gebergte van de Monte Lessini in het noordoosten en de vlakte in het zuiden. De dichtstbevolkte gebieden zijn het stroomgebied van de rivier de Adige en het gebied tussen Verona en de buurstad Vicenza. De provincie is een belangrijk verkeersknooppunt, de snelweg A22 vanuit Oostenrijk ontmoet hier de zeer belangrijke snelweg A4, Milaan-Venetië. Verona brengt vele wijnen voort zoals de witte Soave, rode Bardolino en Valpolicella. Het belangrijkst voor het toerisme is het Gardameer dat is uitgerust met vele hotels en campings.

## Belangrijkste plaatsen
- Verona (256.110 inw.)
- Villafranca di Verona (28.504 inw.)
- Legnago (24.232 inw.)

## Bezienswaardigheden
De hoofdstad Verona behoort tot de belangrijkste kunststeden van Italië. Al in de Romeinse tijd was het een belangrijke stad. Het bekendste overblijfsel uit die tijd is de Arena op het Piazza Bra. Het is het op twee (in Rome en Capua) na grootste amfitheater ter wereld. Tegenwoordig worden er wereldberoemde opera's opgevoerd zoals Aida. In de vroege Middeleeuwen heersten de Scaglieri over de stad die onder andere de brug Ponte Scaligero over de rivier de Adige achter hebben gelaten. Het belangrijkste plein van de stad is het Piazza Erbe hier staat de zuil met de Marcusleeuw en het Palazzo della Ragione. De belangrijkste kerken van Verona zijn de romaanse San Zeno en de domkerk Santa Maria Matricolare.
Een andere bezienswaardige plaats is Soave dat vooral bekend is vanwege de witte wijn. De plaats heeft een goed geconserveerd ommuurde kasteel Rocca Scaligeri met 24 torens. Het middeleeuwse centrum van Soave telt ook tal van monumenten zoals het 14de-eeuwse Palazzo di Giustizia . In de dichtbeboste Monte Lessini ligt Bosco Chiesanuova, het belangrijkste skigebied van de provincie. In het gebied worden veel fossielen gevonden waar in de plaats Bolca een museum is gewijd.
Het Gardameer is het grootste meer van Italië. De omtrek van het meer is bijna 160 kilometer, de diepte 364 meter. Van het meer behoort de oostzijde aan de provincie Verona toe. De belangrijkste plaatsen voor het toerisme zijn Peschiera del Garda, Lazise, Garda en Malcesine. Bij Malcesine liggen de twee kleine eilandjes Sogno en Olivo. Vanuit deze plaats vertrekt ook een kabelbaan naar Tratto Spino aan de noordzijde van het bergmassief van de Monte Baldo.

## Foto's

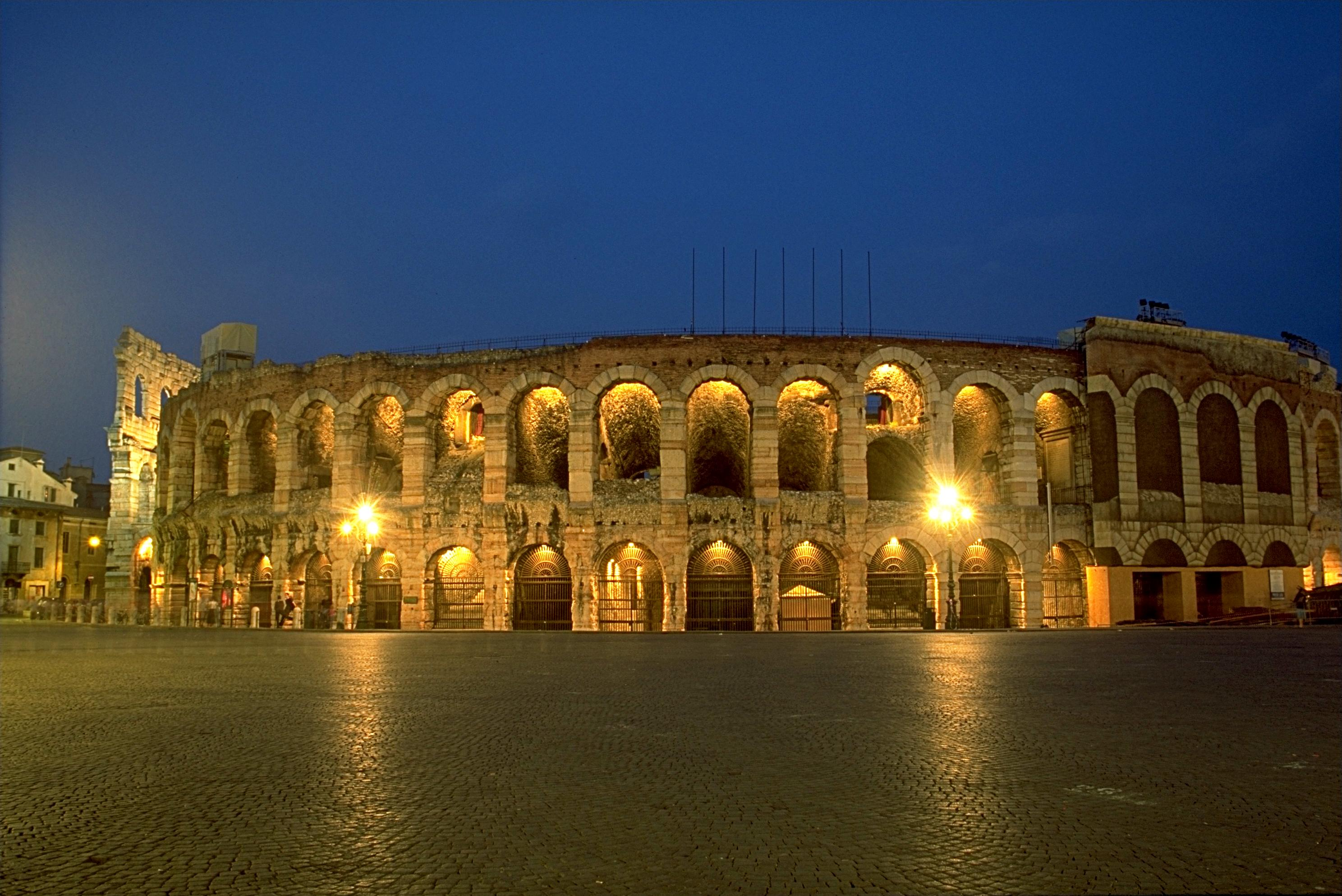
Verona: Arena

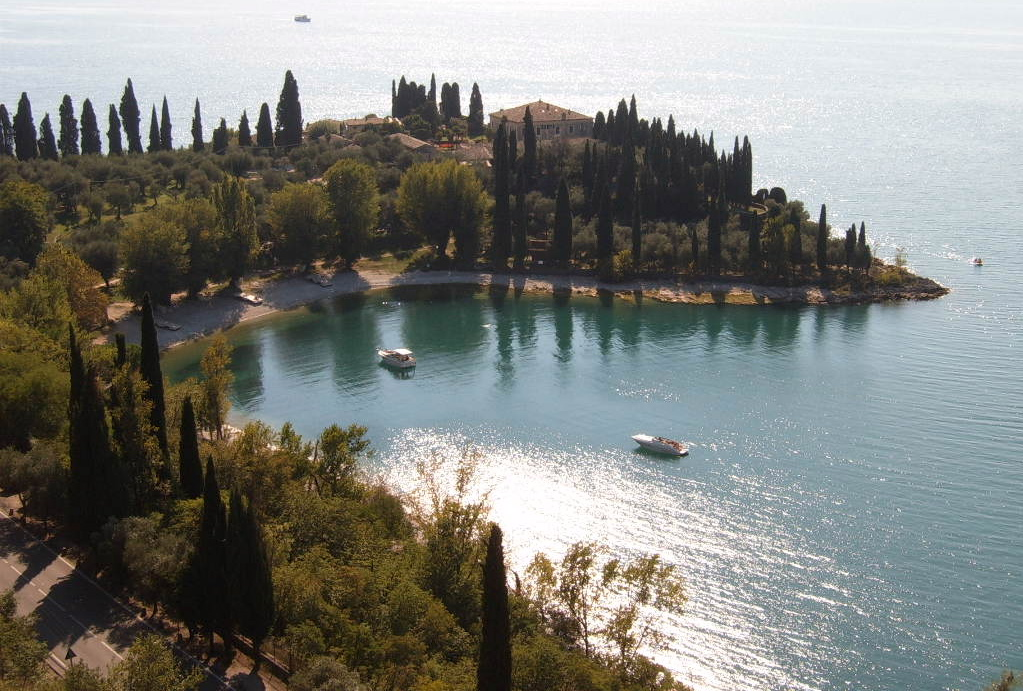
Garda